# Южаки (Кировская область)
Южаки — деревня в Верхнекамском районе Кировской области. Входит в состав Кайского сельского поселения.

## География
Деревня находится на северо-востоке Кировской области, в северной части Верхнекамского района. Абсолютная высота — 191 метр над уровнем моря.
Расстояние до районного центра (города Кирс) — 87 км.

## Население
По данным Второй Ревизии (1748 год) в деревне насчитывалось 18 душ мужского пола (государственные черносошные крестьяне)
По данным всероссийской переписи 2010 года, численность населения деревни составляла 111 человек (мужчины — 54, женщины — 57).

## Улицы деревни
- Кирпичная
- Молодёжная
- Северная
- Центральная
- Малаговский переулок[4]

## Галерея

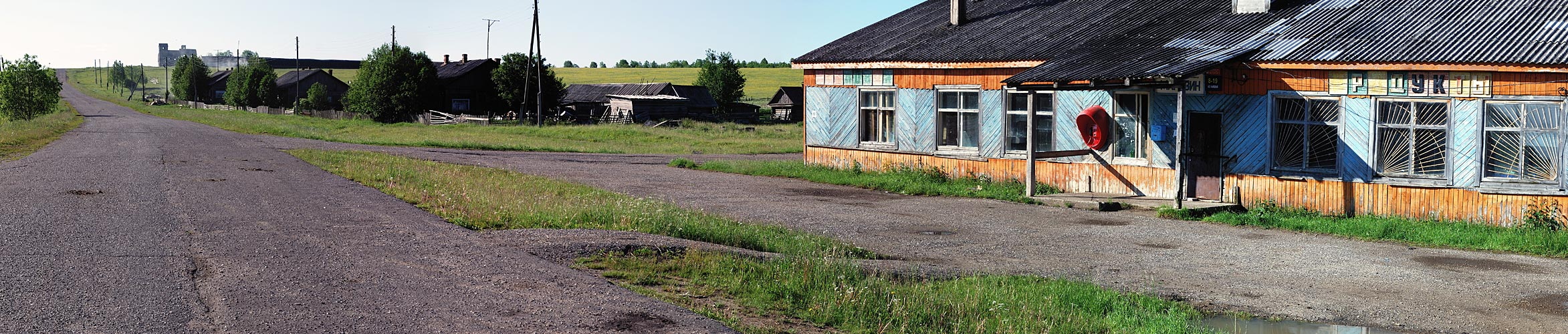
Улица Центральная
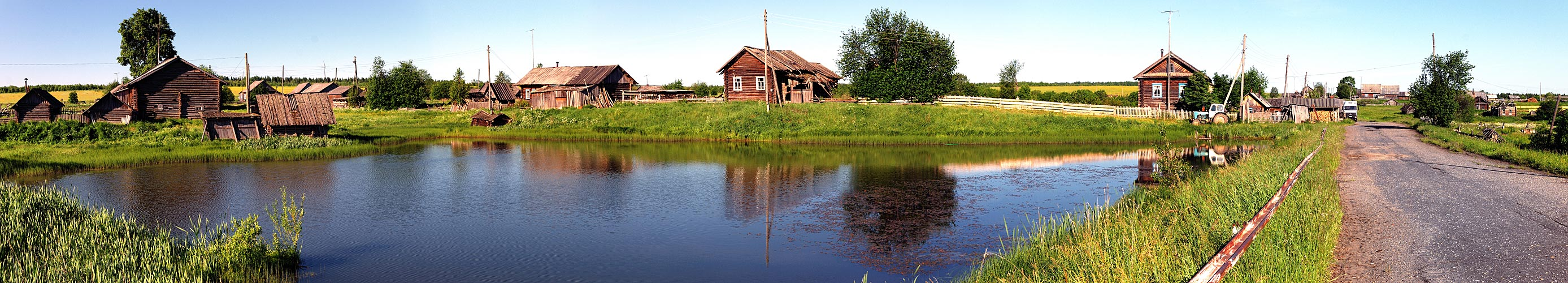
Улица Центральная